# Eriocaulon neocaledonicum
Eriocaulon neocaledonicum là một loài thực vật có hoa trong họ Eriocaulaceae. Loài này được Schltr. mô tả khoa học đầu tiên năm 1908.